# 25898 Alpoge
25898 Alpoge è un asteroide della fascia principale. Scoperto nel 2000, presenta un'orbita caratterizzata da un semiasse maggiore pari a 2,7557974 UA e da un'eccentricità di 0,1040141, inclinata di 8,06412° rispetto all'eclittica.